# Ієн Гіббонс
Ієн Ґіббонс (англ. Ian Read Gibbons; 30 жовтня 1931, Гастінгс, Велика Британія — 30 січня 2018, Оринда, Каліфорнія, США) — британський та американській науковець у галузі біофізики і клітинної біології.
Закінчив Кембриджський університет, в якому здобув ступінь бакалавра мистецтв в 1954 році та ступінь доктор філософії (PhD) в 1957 році. Проводив свої докторські дослідження в Пенсильванському університеті, де відкрив молекулярний мотор динеїн, працюючи доцентом Гарвардського університету. в 1967 році розпочав роботу в морській лабораторії Кеволо Гавайського університету.

## Визнання та нагороди
- 1973: Грант Ґуґґенгайма з молекулярної та клітинної біології[5]
- 1983: Член Лондонського королівського товариства[6]
- 1994: Медаль Вілсона[en][7]
- 1995: Міжнародна премія з біології[8]
- 2017: Премія Шао у галузі медицини й наук про життя з Рональдом Вейло за відкриття моторних білків мікротрубочок.[9]